# جاكسون بوند
جاكسون بوند (بالإنجليزية: Jackson Bond)‏ هو ممثل أمريكي، ولد في 3 أبريل 1996 في الولايات المتحدة.

## وصلات خارجية
- جاكسون بوند على موقع IMDb (الإنجليزية)
- جاكسون بوند على موقع ألو سيني (الفرنسية)
- جاكسون بوند على موقع أول موفي (الإنجليزية)
- جاكسون بوند على موقع قاعدة بيانات الأفلام السويدية (السويدية)
- جاكسون بوند على موقع قاعدة بيانات الفيلم (الإنجليزية)
- جاكسون بوند على موقع كينوبويسك (الروسية)